# Verizon Wireless
Verizon Wireless – największy operator telefonii komórkowej w Stanach Zjednoczonych. Korzysta z sieci CDMA i EV-DO. W 2017 r. oferuje dostęp do sieci 4G w technologii LTE z zasięgiem obejmującym 98% ludności i buduje sieć 5G. Verizon Wireless powstał jako joint venture Verizon Communications i Vodafone, w 2014 r. Verizon stał się jedynym właścicielem. Siedziba znajduje się w Basking Ridge w stanie New Jersey.